# Электроника Б3-30
Электроника Б3-30 — второй советский карманный калькулятор на жидких кристаллах после «Электроника Б3-04». Выпускался с 1978 года, продавался по цене 58 рублей, в 1982 году продавался по цене 40 рублей. В 1980 году выпускался с олимпийской символикой. По внешнему виду и функциональности повторяет японский калькулятор Sharp EL-8020. Калькулятор выполняет четыре арифметические операции, извлечение квадратного корня и взятие процентов от числа. Буква «Б» в названии означает «бытовая техника», 3 (именно тройка, а не буква «З») — калькуляторы (2 обозначала настольные часы, 5 — наручные часы, 7 — настенные часы и т. п.), 30 — последовательный номер модели. Позднее была выпущена усовершенствованная модель «Электроника Б3-39» со сниженным энергопотреблением.

## Комплект поставки
- Микрокалькулятор «Электроника Б3-30» без встроенных элементов питания;
- Руководство по эксплуатации;
- Футляр в виде книжки;
- Упаковка[источник не указан 2719 дней]

## Технические характеристики
- Элементная база:
  - К145ИП14К —— управляющая микросхема (микропроцессор);
  - ИЖКЦ1-8/5 —— жидкокристаллический дисплей;
- Дисплей: жидкокристаллический, содержит 8 числовых разрядов;
- Клавиатура: 20 клавиш, 1 переключатель питания;
- Корпус: алюминий;
- Потребление: 8 мВт.
- Питание: 2 аккумулятора типа Д-0,06 или от внешнего адаптера[источник не указан 2719 дней]

## Фотографии
|  |  |  |  |
|  |  |  |  |

Сохранившийся рабочий экземпляр с олимпийской символикой датирован «Июнь 1980 года», а также не рабочий экземпляр датирован «Май 1982 года».